# Олена Тертер
Олена Тертер —  болгарська імператриця, донька імператора Георгія I Тертера та його дружини Марії Святославни. Дружина царя Чака з монголів.

## Життєпис
Справжнє ім'я точно невідоме. Болгарські історики припускають, що її звали Олена. Була донькою імператора Болгарії Георгія І Тертера, з половців, та Марії Яківни Святославни, болгарської імператриці, що була донькою князя з земель Великого князівства Київського (Київської Руси), та став Видинським правителем Якова Святослава.
1285 року монгольська кіннота переправляється через Дунай і спустошує болгарські землі. Це було друге поспіль вторгнення до Болгарії орди, й імператор Георгій I Тертер був змушений визнати себе васалом Золотої орди. Його рішення було скріплено шлюбом між сином хана Ногая Чакою та його донькою Оленою, яка поїхала в орду.
Після загибелі темника в Золотій Орді почалися міжусобні війни. 1299 року було вбито Ногая, й претендент на трон Токту зі своїми військами змусив Чаку втікати, через кілька місяців правління, до Болгарії. 
Він взяв із собою брата Олени Теодора Святослава, який з 1289 перебував в Орді у хана Ногая. Разом з ним, дарами та домовленостями, вони здобули Тирново та Чака був проголошений правителем Болгарії. Так у 1299/1300 рр. Олена повернулась до Болгарії через 14 років перебування в орді, і стала її правителькою.
1300 року Теодор Святослав, за намовлянням болгарських бояр, ув'язнює Чака, і сам стає імператором Болгарії. 
Після смерті Чаки доля Олени невідома, але, швидше за все, вона жила в Тирновграді у свого брата Теодора Святослава. 
1306 році імператор Теодор Святослав почав переговори з ватажком Каталонської армії Сходу Беренгаром де Рокафортом, пропонуючи йому воювати на боці Болгарії. Святослав обіцяв йому шлюб з сестрою Оленою, вдовою Чаки. Однак, переговори не дали позитивного результату.